# Cisco Systems
A Cisco Systems é uma companhia transnacional estadunidense sediada em San José, Califórnia, com 47.000 empregados em todo o mundo e com um faturamento anual de US$49.24 bilhões em 2016. A atividade principal da Cisco é o oferecimento de soluções para redes e comunicações quer seja na fabricação e venda (destacando-se fortemente no mercado de roteadores e switches) ou mesmo na prestação de serviços por meio de suas subsidiárias Linksys, WebEx, IronPort e Scientific Atlanta.
No começo de suas operações a Cisco fabricava apenas roteadores de grande porte para empresas, mas gradualmente diversificou o seu negócio passando a atender também ao consumidor final com tecnologias como o Voip ao mesmo tempo, em que seu segmento corporativo era ampliado.
Foi eleita pelo Great Place to Work Institute (GPTW) como a décima melhor empresa para se trabalhar no Brasil.

## História
O casal Len Bosack e Sandy Lerner, que eram funcionários da área de computação da universidade estadunidense Standford University, fundaram a Cisco Systems em 1984.
A evolução dos Roteadores. Quando o protocolo de internet (IP) tornou-se o modelo padrão os roteadores multi-protocolos entraram em desuso.
Em 1990 a companhia começou a ter suas ações cotadas na bolsa de valores eletrônica da Nasdaq. Bosack e Lerner saíram da companhia com uma quantia de $170 milhões e se divorciaram após a saída.

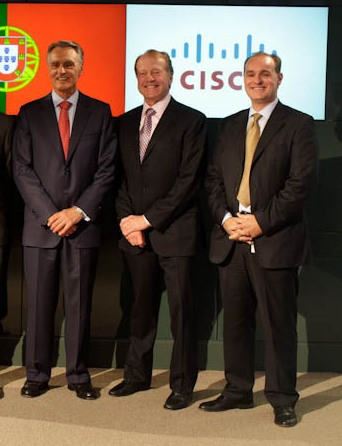
Aníbal Cavaco Silva (ex-PR), John Chambers (ex-CEO da Cisco), e Hélder Fragueiro Antunes durante a visita presidencial aos EUA, em 2011.

Durante o boom da internet em 1999, a companhia adquiriu a Cerent Corp., uma companhia nova localizada em Petaluma, California, por cerca de U$7 bilhões. Essa foi, na época, a mais expressiva aquisição feita pela Cisco. Desde essa data apenas a compra da Scientific-Atlanta superou o valor pago pela Petaluma.
No final de março de 2000, no pico do boom das empresas ponto-com, a Cisco tornou-se a empresa mais valorizada do mundo, com uma captação de mercado de mais de U$500 bilhões. Em 2007, com uma captação de mercado de aproximadamente U$180 bilhões, segundo a sétima edição da pesquisa Best Global Brands 2007, realizada por parceria entre a consultoria de marcas Interbrand e a revista Business Week, a Cisco foi considerada, em 2007, uma das cem marcas mais valiosas do mundo, ocupando a décima oitava posição na classificação.
Com suas aquisições, desenvolvimento interno, parcerias com outras empresas, a Cisco fez avanços em vários outros equipamentos de redes fora da linha de roteadores, incluindo switches Ethernet, acessos remotos, redes para máquinas de auto atendimento bancário (ATM), segurança, telefonia por IP, e outros. Em 2003, a Cisco adquiriu a Linksys, conhecida produtora de equipamentos para rede e se posicionou na liderança do mercado doméstico de redes. A companhia recebeu em 2002 o prêmio Ron Brownz.
A partir de 2019, Cisco Systems colabora na Itália com a operadora de telefonia Iliad para implementar a rede proprietária desta última.

## Origem do nome Cisco
O nome "Cisco" ou "C-xo" é uma abreviação do nome da cidade de San Francisco, por esse motivo a comunidade de engenharia usou por muito tempo o "c" minúsculo. De acordo com John Morgridge, 34º empregado da empresa e ex-presidente corporativo, os fundadores chegaram ao nome e a Logo enquanto dirigiam para Sacramento (EUA) para registrar a companhia. -- Eles viram a ponte Golden Gate emoldurada pela luz do sol. O nome cisco Systems (com o "c" minúsculo) continuou a ser usado pela comunidade de engenharia mesmo após o nome oficial da companhia ser alterado oficialmente para Cisco Systems, Inc. Usuários dos produtos Cisco podem ver o nome cisco Systems ocasionalmente em relatórios de erro e mensagens IOS.
Em outubro de 2006, a Cisco lançou publicamente um novo logo que é graficamente mais simples e mais estilizado do que o original.
A unidade da Cisco no Brasil foi fundada em 1994 e até Outubro de 2007 atuava em três cidades brasileiras, São Paulo, Rio de Janeiro e Brasília.
Em Portugal a Cisco tinha até Outubro de 2007 apenas um escritório localizado em Lisboa, porém devido a decisão da empresa de montar em Portugal o seu centro europeu de suporte a processos de negócio (projecto Hércules) a unidade da Cisco além de ter previsão de ampliar as instalações e as vagas de emprego, a Cisco vai investir entre 24 milhões e 36 milhões de euros em três anos.

## Certificações Cisco
A Cisco também possui uma série de certificações profissionais, destacando-se a popular CCNA. A Cisco ministra em diversas Universidades e Instituições de Ensino no Brasil, e em outros países, cursos de Segurança de Redes de Computadores: CCNA1, CCNA2, CCNA3, entre outros cursos de administração de servidores e equipamentos de rede.

## Controvérsias
Deflagrada em outubro de 2007, a Operação Persona - investigação pela Polícia Federal e Receita Federal de um suposto esquema de sonegação fiscal de cerca de R$ 1,5 bilhão envolvendo a Cisco e que levou 44 pessoas para a prisão, entre eles, o corpo diretor da empresa no Brasil - foi julgado pela Justiça Federal paulista.
Segundo a sentença do juiz, Luiz Renato Pacheco Chaves de Oliveira, da 4ª Vara Criminal Federal de São Paulo, divulgada pelo jornal Valor Econômico, na edição da segunda-feira, 21/02, seis acusados foram absolvidos, entre eles, o ex-vice-presidente para a América Latina da Cisco, Carlos Roberto Carnevali, e o ex-sócio da Mude, Hélio Pedreira.
Os principais executivos da Mude, que são réus no processo, Moacyr Sampaio e Fernando Machado Grecco, foram condenados à reclusão por 5 anos e 2 meses, inicialmente em regime fechado, por formação de quadrilha e contrabando ou descaminho (fraude em importações). Recorreram da decisão.
Carnevali, Pedreira, Sampaio e Grecco são acusados por uso de documento falso, falsidade ideológica, formação de quadrilha e contrabando ou descaminho. Segundo o processo, eles faziam parte de uma organização criminosa que importava produtos da Cisco dos Estados Unidos valendo-se de mecanismos como notas fiscais de compra e venda inexistentes, além de empresas interpostas - quando uma companhia realiza operações no lugar de outra - com a finalidade de ocultar a real importadora das mercadorias, que seria a Mude.
A estratégia justifica o nome dado à operação: "Persona" é uma referência à máscara usada para ocultar o rosto de foliões nas festas de carnaval. De acordo com as explicações da Receita Federal à época, o resultado seria uma sonegação bilionária a partir de um esquema envolvendo empresas com sede em paraísos fiscais. Isso permitiria que as mercadorias saíssem dos Estados Unidos com preços até 70% menores, resultando em menos Imposto de Importação e tributos estaduais a pagar.
De acordo com o processo, Carnevali é acusado de ser sócio oculto da Mude. Isso ocorreria por meio de uma associação com a União Digital, empresa que pertencia a Hélio Pedreira e fornecia mercadorias para a NewPort, que foi comprada pela Cisco. Além disso, Carnevali foi sócio da Cosele, da qual Hélio também era sócio. Na sentença, segundo revela o jornal Valor Econômico, o juiz federal considerou que Carnevali só começou a fazer negócios com a União Digital em função da aquisição realizada pela Cisco dos Estados Unidos.
Ele levou em conta o depoimento de testemunhas segundo as quais Carnevali nunca dirigiu a Cosele. "Ademais, na época dos fatos, Carnevali trabalhava como presidente da Cisco, viajando constantemente para fora do Brasil, o que, se não impedisse, pelo menos dificultaria bastante sua atuação efetiva como sócio oculto da Mude", afirmou o juiz na sentença.
Carnevali, responsável pela instalação da Cisco no Brasil, foi uma das 44 pessoas detidas pela Polícia Federal na Operação Persona. Ainda segundo a reportagem do Valor, os dirigentes da Mude que foram condenados pela Justiça recorreram das condenações.

A sede americana, diante da controvérsia, informou na época que "a empresa está cooperando totalmente com as autoridades brasileiras para apuração do caso". A operação brasileira da Cisco faz parte da América Latina, dentro da área de Mercados Emergentes. As vendas totais desta área representam aproximadamente 10% dos negócios gerais da Cisco. No entanto em 22 de novembro de 2007a Cisco Systems do Brasil anunciou o desligamento do Ex-Presidente e ativo colaborador da empresa Carlos Carnevali por envolvimento em atitudes não aprovadas pelo regime de conduta da empresa.
Depois deste fato não se teve mais noticia na mídia a respeito de fraudes ou sequer, envolvimento da Cisco nestes acontecimentos.
Este assunto foi abafado e não se tem mais noticias ou resultado destas apurações..